# Jean-Jacques Calvet
Jean-Jacques Calvet est un homme politique français né le 19 août 1760 à Foix (Ariège),et mort le 21 septembre 1835.

## Biographie
Garde du corps du roi, puis professeur à l'école centrale de l'Ariège, il est député de ce département de 1791 à 1792, siégeant avec les modérés. Il devient censeur du lycée de Toulouse sous le Consulat, puis conseiller de préfecture en 1817.